# Monte Caseros
Monte Caseros ist die Hauptstadt des gleichnamigen Departamento Monte Caseros in der Provinz Corrientes im Nordosten Argentiniens. In der Klassifizierung der Gemeinden in der Provinz Corrientes zählt die Stadt zur 1. Kategorie.
Die Stadt liegt am Westufer des Río Uruguay gegenüber von Bella Unión in Uruguay. In dem Ort leben 36.338 Einwohner auf einer Fläche von 2.287 km².

## Geschichte
Monte Caseros wurde am 5. Oktober 1829 am Ufer des Río Uruguay an der Feigenfurt (Paso de los Higos) gegründet. Der damalige Gouverneur von Corrientes, Juan Gregorio Pujol, ordnete an, den Ort zur Erinnerung an die Schlacht von Caseros, die am 3. Februar 1852 nordwestlich des heutigen Buenos Aires im Rahmen des La-Plata-Krieges geschlagen wurde und zum Sturz des Diktators Juan Manuel de Rosas führte, Monte Caseros zu nennen. Die Einrichtung des Departamento Monte Caseros entstand durch Teilung des Departamento Curuzú Cuatiá.